# NN-113
La carretera NN‑113 es una vía departamental secundaria que recorre zonas rurales del departamento de Chontales. Forma parte del corredor vial que comunica pequeñas comunidades agrícolas en la región de El Coral.

## Trazado y cruces
| km   | Localidad / Punto     | Departamento | Conexión / Ruta |
| ---- | --------------------- | ------------ | --------------- |
| 0,0  | Colonia Independencia | Chontales    | NN 112          |
| 14,2 | Comunidad El Cedro    | Chontales    | Camino rural    |

## Coordenadas
Uno de los tramos de la NN‑113 puede ser encontrado en las coordenadas: 11°43′12″N 84°27′00″O / 11.7201, -84.4500